# Mohamed Ould Maouloud
Mohamed Ould Maouloud (1953) es un político mauritano, presidente del partido, Unión de las Fuerzas de Progreso.
Durante su juventud como estudiante de secundaria en la década de 1970, ya formaba parte de movimientos clandestinos de resistencia al gobierno, como el Mouvement Démocratique National. En 1985 se graduó en la Universidad de Dakar con un diplôme d'études approfondies (DEA, Diploma de Estudios Avanzados), convirtiéndose en profesor de historia de la Universidad de Nuakchot, doctorándose en el 2000 en La Sorbona.
En 1976 se opuso a la integración de las formaciones estudiantiles y los movimientos de oposición en el partido único que trataba de formar Moktar Ould Daddah. Después de estar dos años en el exilio, con la aprobación de la Constitución de 1991 regresó a Mauritania gracias a la amnistía decretada por el gobierno. Ese mismo año funda la Unión de Fuerzas Democráticas con los integrantes del Mouvement Démocratique National, que más tarde se convirtió en la Unión de las Fuerzas de Progreso. 
En las elecciones presidenciales de 2003 apoyó a Mohamed Khouna Ould Haidalla y se manifestó claramente opuesto a Maaouya Ould Taya. Su partido obtuvo nueve diputados en las elecciones a la Asamblea Nacional en 2006. Se presentó como candidato a las elecciones presidenciales de 2007, obteniendo en la primera vuelta sólo un 4,92% de votos. En la segunda vuelta apoyó a Ahmed Ould Daddah, de la Concentración de Fuerzas Democráticas, que finalmente fue derrotado en beneficio de Sidi Uld Cheij Abdellahi.